# Todo es azul
Todo es azul es el nombre del segundo y último álbum de estudio del dúo español Veni Vidi Vici publicado en 1989 por PM Records y por CMI en México.

## Información general
Luego del éxito de Alea jacta est: la suerte ya está echada en 1987, en 1989 el dúo saca a la venta Todo es azul sin ninguna repercusión. Si acaso destacar la canción que abre el disco «El cielo está perdiendo un ángel». Como sencillo precisamente, se extraen «La soledad / El cielo está perdiendo un ángel». Fue producido por ellos mismos y por Manuel Losada, hermano de Javier para Helio Martínez en PM Records. En México lo editó CMI ese mismo año. Finalmemnte, debido a la falta de apoyo de la disquera, el dúo se separa en 1990 y vuelven a su faceta como productores de músicos principalmente españoles (como Rosana) y mexicanos. Fue grabado en discos Dos, Kuarzo y Kasa durante septiembre, octubre y noviembre de 1988.

## Lista de canciones
Todas las canciones escritas por Javier Losada y Daniel Maroto, excepto "Lo que quiero no es dinero" de M. Losada y D. Maroto, "Me quedo con mi libertad" de M. Pacho y D. Maroto, y "Todo es azul" de J. Losada, D. Maroto y H. Martínez.

### Lado A
| N.º | Título                             | Escritor(es) | Duración |  |
| 1.  | «El Cielo está perdiendo un ángel» |              |          |  |
| 2.  | «Lo que Quiero no es dinero»       |              |          |  |
| 3.  | «Me Tomas, me dejas»               |              |          |  |
| 4.  | «Momias de Repente»                |              |          |  |
| 5.  | «Me Quedo con mi Libertad»         |              |          |  |

### Lado B
| N.º | Título                   | Escritor(es) | Duración |  |
| 6.  | «Poker para un perdedor» |              |          |  |
| 7.  | «Todo es azul»           |              |          |  |
| 8.  | «La soledad»             |              |          |  |
| 9.  | «Crees que es necesario» |              |          |  |
| 10. | «Rumba a la luna»        |              |          |  |

## Créditos
| - Ingeniero de sonido: José Ma. Moll (Discos Dos), Miguel Ángel (Kuarzo) y Mariano Losada (Kasa). | - Mariano Losada: Programación de baterías, secuenciadores y coros. - Javier Losada: Arreglos, teclados, guitarras y coros especiales. | - Javier Catala: Guitarras en "Lo que quiero no es dinero" y "Poker para un perdedor". - Mariano Losada: Coros especiales. - Fernando Rasche, Conchi Ortega y Juan Carlos Ramos: Coros. |